# Heelden
Heelden is een klein dorp in Duitsland, deelstaat Noordrijn-Westfalen, gemeente Isselburg.
Het dorpje ligt ongeveer 2 kilometer ten zuidwesten van het centrum van Isselburg. De oppervlakte van Heelden is 6,2 km². Tot en met 31 december 1974 was Heelden een zelfstandige gemeente.
Heelden had rond 2010 iets minder dan duizend inwoners. Actuelere bevolkingscijfers zijn niet beschikbaar. Geschiedkundige feiten van meer dan plaatselijk belang zijn niet overgeleverd.
Zie verder onder Isselburg.